# District de Sơn Tịnh
Sơn Tịnh est un district urbain de la province de Quảng Ngãi au Viêt Nam.